# 费伊
费伊（法語：Féy，法語發音：[fei]）是法国摩泽尔省的一个市镇，属于梅斯区。

## 地理
费伊（49°1'47"N, 6°5'49"E）面积5.66 平方千米，位于法国大東部大區摩泽尔省，该省份为法国东北部内陆省份，是洛林的一部分，西南接默尔特-摩泽尔省，东临下莱茵省，北与卢森堡和德国接壤。
与费伊接壤的市镇（或旧市镇、城区）包括：欧尼、宽莱屈夫里、摩泽尔河畔科尔尼、马略勒。

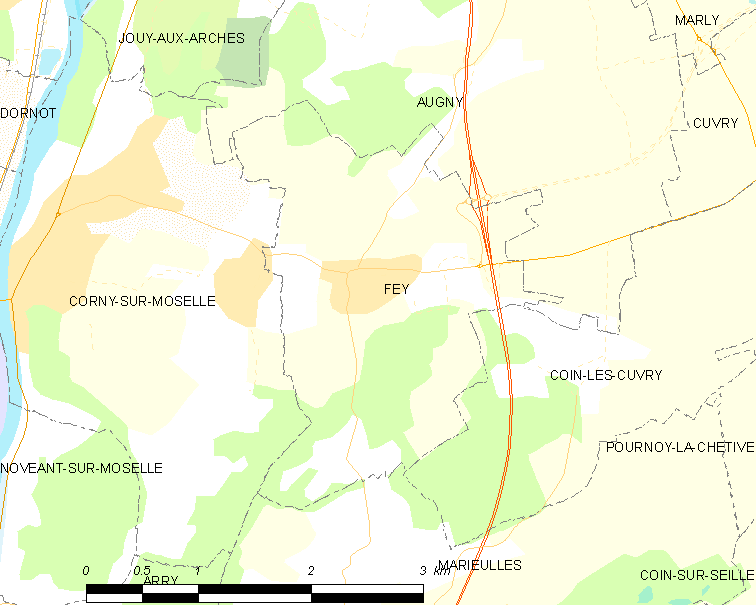
费伊的OSM定位图

费伊的时区为UTC+01:00、UTC+02:00（夏令时）。

## 行政
费伊的邮政编码为57420，INSEE市镇编码为57212。

## 政治
费伊所属的省级选区为摩泽尔山坡县。

## 人口

1962-2008年间费伊人口变化图示

费伊于2022年1月1日时的人口数量为741人。